# M7GpppN-iRNK hidrolaza
M7GpppN-iRNK hidrolaza (EC 3.6.1.62, Dcp2, NUDT16, D10 protein, D9 protein, D10 okrivajući enzim, otkrivajući enzim) je enzim sa sistematskim imenom m7GpppN-iRNK m7GDP fosfohidrolaza. Ovaj enzim katalizuje sledeću hemijsku reakciju
 :2O {\displaystyle \rightleftharpoons } m7GDP + 5'-fosfo-iRNK
Uklanjanje kape sa iRNK je kritičan korak pri razlaganju eukariotseke iRNK.

## Literatura
- Nicholas C. Price; Lewis Stevens (1999). Fundamentals of Enzymology: The Cell and Molecular Biology of Catalytic Proteins (Third изд.). USA: Oxford University Press. ISBN 019850229X.
- Eric J. Toone (2006). Advances in Enzymology and Related Areas of Molecular Biology, Protein Evolution (Volume 75 изд.). Wiley-Interscience. ISBN 0471205036.
- Branden C; Tooze J. Introduction to Protein Structure. New York, NY: Garland Publishing. ISBN 0-8153-2305-0.
- Irwin H. Segel. Enzyme Kinetics: Behavior and Analysis of Rapid Equilibrium and Steady-State Enzyme Systems (Book 44 изд.). Wiley Classics Library. ISBN 0471303097.

## Spoljašnje veze
- M7GpppN-mRNA+hydrolase на 